# 궁전의 침묵
궁전의 침묵(Saimt El Qusur, The Silences Of The Palace)은 프랑스에서 제작된 무피다 트라틀리 감독의 1994년 드라마 영화이다. 아멜 헤드힐리 등이 주연으로 출연하였다.

## 출연

### 주연
- 아멜 헤드힐리
- 헨드 사브리

### 조연
- 나지아 오어기
- 가리아 라크루아
- 사미 부아질라
- 히쳄 로스텀